# P-Funk-Mythologie

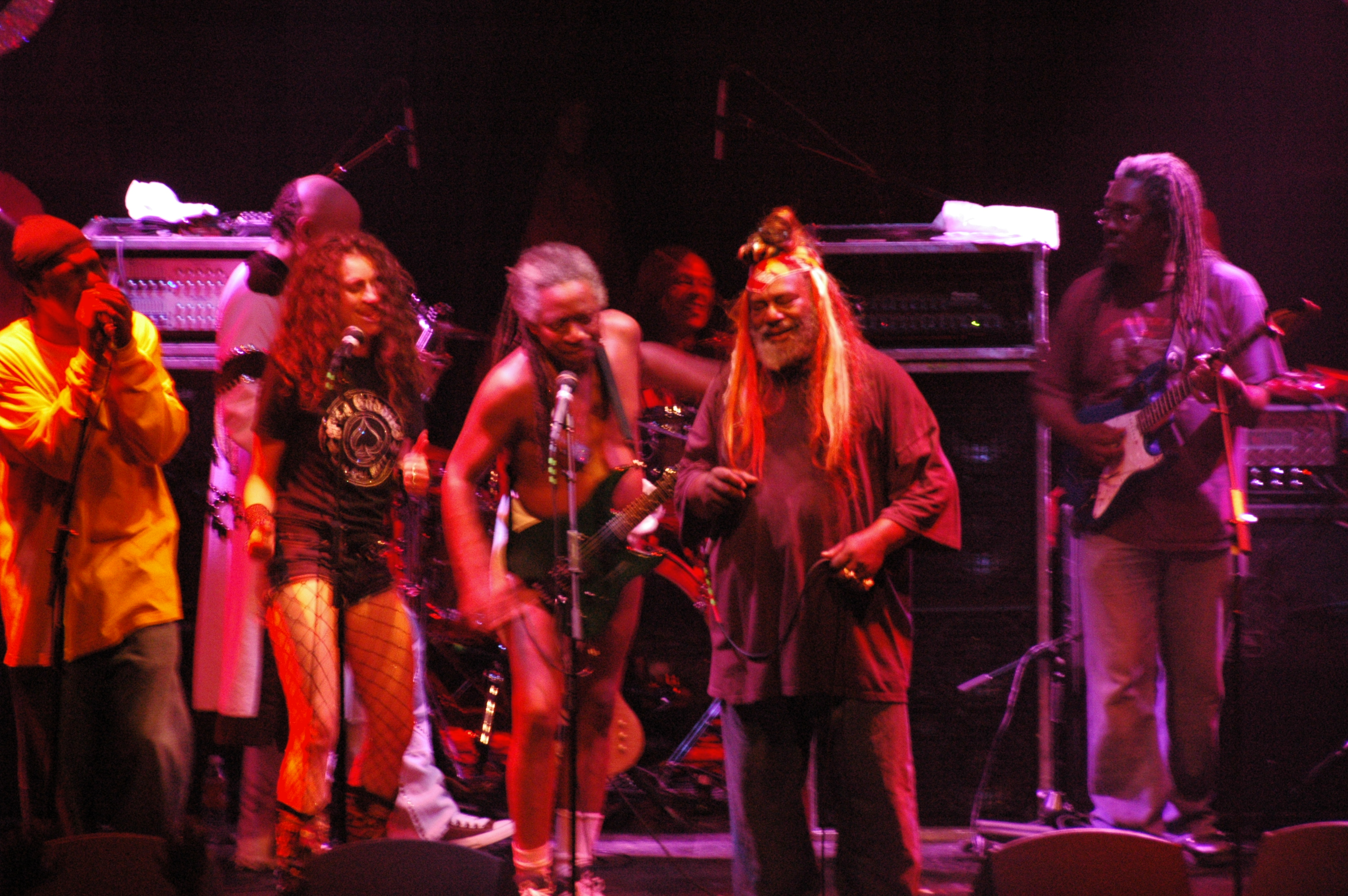
George Clinton and Parliament Funkadelic, Erfinder der P-Funk-Mythologie, 2006 in Granada Theatre, Dallas, Texas

Die P-Funk-Mythologie ist eine von George Clinton und Parliament-Funkadelic geschaffene Mythologie. Im Grundsatz geht es um den Kampf zwischen Gut und Böse, der zwischen Science-Fiction-artigen Wesen ausgetragen wird. Der Funk sprengt dabei seine Definition als Musikgenre und wird zum erlösenden Element für die Menschheit.
Sowohl Parliament als auch Funkadelic brachten in den 1970er Jahren diverse Konzeptalben heraus, deren Konzept auf dem Image der jeweiligen Musikgruppe aufbaute. Zur Vermittlung dieser Konzepte werden verschiedene Kanäle verwendet. Nebst den Songtexten werden Erzählpassagen und Reime eingesetzt, die Hüllen der Tonträger weisen einen hohen Anteil an Bildsprache (Comics) auf und bei Auftritten schlüpfen die Musiker in die Kostüme verschiedenster Charaktere aus der P-Funk-Mythologie.

## Ursprung und Entstehung
Eine Erklärung zur Entstehung des Mythos findet sich auf dem Album The Clones of Dr. Funkenstein aus dem Jahre 1976. Im Stück Prelude heißt es:

„Es war einmal … der Funk. In den Tagen des Funkapus war die Erde eins (on the One). Der Funk floss frei und Freiheit war frei von der Notwendigkeit frei zu werden. Sogar die Cro-Nasal Sapiens und das Volk der Thumpasorus People lebten Seite an Seite in Frieden.
Bald entstanden jedoch Imperien, welche von Diktatoren geführt wurden. Diese Priester, Zuhälter und Politiker machten sich die Ahnungslosen zu Untertanen – sie bestraften ihre Gefühle und Bedürfnisse, verhinderten ihre Absichten und prostituierten ihre Instinkte – solange, bis sie vollkommen abhängig wurden. Die Cro-Nasal Sapiens unterwarfen sich bedingungslos den Diktatoren, denn aus ihrer Sicht war es unumgänglich, von anderen dauernd übergangen zu werden. Sie glätteten ihre Haare und verloren jeglichen Sinn für den Groove.
Die Thumpasorus People jedoch wussten, dass der Funk seine eigene Belohnung ist. Sie versuchten daher aufrecht zum puren, unbeschnittenen Funk zu stehen. Ein unmögliches Unterfangen in einer Welt, die von Macht und Gier regiert wird. Sie schlossen daher das Geheimnis des Funks, zusammen mit den Pharaonen, tief in den ägyptischen Pyramiden ein. Mit dem Mothership flüchteten sie sich ins All um die Party fortzusetzen. Dort warten sie nun auf die Zeit für eine sichere Rückkehr um unseren Planeten wieder funky zu machen.“

## Figuren und Geschehnisse

### Starchild
Auf dem Album Mothership Connection (1975) wird dem Hörer ein göttliches Wesen namens Starchild vorgestellt. Es kommt mit dem Mothership zurück auf die Erde und repräsentiert Leben, Freiheit, Sexualität und positive Energie, kurz die Funk-Entelechie. Die Landung einer Mothership-Attrappe wurde zum Höhepunkt der P-Funk Konzerte. Es wurde zum Sinnbild für den Streitwagen, welcher die unterdrückte Bevölkerung ins versprochene Land zurückführen wird.

### Dr. Funkenstein
Auf dem folgenden Album The Clones of Dr. Funkenstein (1976) wird bekannt, dass Starchild von Dr. Funkenstein beauftragt wurde, den Erdlingen den Funk zurückzubringen. Dr. Funkenstein gilt als das Superhirn des Funks und Oberhaupt der Thumpasorus People. Er kreiert Klone, welche als Children of Production bezeichnet werden. Diese unterstützen Starchild in seiner Mission. Dr. Funkenstein indes lässt verkünden: „Je größer die Schmerzen sind, desto größer muss die Pille sein – ich bin die Riesen-Pille.“

### Sir Nose D’Voidoffunk
Auf dem Album Funkentelechy Vs. The Placebo Syndrome (1977) erscheint Starchild’s Erzfeind Sir Nose D'Voidoffunk. Er ist von der Pinocchio-Theorie inspiriert, welche besagt, dass einem die Nase wächst, wenn man den Funk fälscht (eine subtile Attacke gegen die aufkommende, kommerziell geprägte Disco-Musik, welche viele Elemente der Funk-Musik verwendet). Sir Nose sagt von sich selbst, dass er niemals tanzt und den Funk aufhalten werde. Zudem repräsentiert er das Placebo-Syndrom, welches die Leute daran hindert zu denken und zu tanzen. Sein Ziel ist es, die Seelen in einen Schlafzustand zu versetzen, um so die Zone der Null-Funk-Aktivität (Zone of Zero Funkactivity) zu vergrößern.

### Bop Gun und Flashlight
Starchild wurde von Dr. Funkenstein mit der Bop Gun ausgerüstet. Es ist jedoch nicht seine Absicht Sir Nose damit zu töten, sondern ihn mit dem sogenannten Flashlight zu treffen. Dies führt unweigerlich dazu, dass der Getroffene zu tanzen beginnt. Die Aktion gelingt und Sir Nose tanzt zum ersten Mal zum Funk.

### Mr. Wiggles und Rumpofsteelskin
Das Album Motor Booty Affair (1978) verlagerte den Schauplatz des Geschehens nach Atlantis, wo es möglich sei, unter Wasser zu tanzen, ohne nass zu werden. Sir Nose hat sich inzwischen mit Bumpnoxious Rumpofsteelskin verbündet. Doch auch Starchild ist nicht ganz allein: Mr. Wiggels, ein wurmartiges Wesen mit Menschenkopf und Zylinderhut, ebenfalls ein Klon von Dr. Funkenstein, steht ihm zur Seite. Sir Nose behauptet dieses Mal, dass er zu cool ist, um zu schwimmen, und es auch niemals lernen werde. Beim Song Aqua Boogie verfällt er jedoch erneut dem Funk.

### Big Bang Theorie
Sir Nose startet auf dem Album Gloryhallastoopid (1979) einen weiteren Versuch, doch dieses Mal wird er von der Big Bang Theorie ausgebremst. Diese besagt, dass der Funk das gesamte Universum in Bewegung hält.

### Sir Nose Jr.
Auf dem Album Trombipulation (1980) taucht Sir Nose noch ein letztes Mal auf. Jetzt hingegen führt er sein Volk, die Cro-Nasal Sapiens, zurück zu den Pyramiden und lernt dabei seine eigene, vom Funk geprägte Herkunft kennen. Sein Sohn, Sir Nose Jr., schwört dem Funk für immer seine Loyalität.